# Artilharia naval

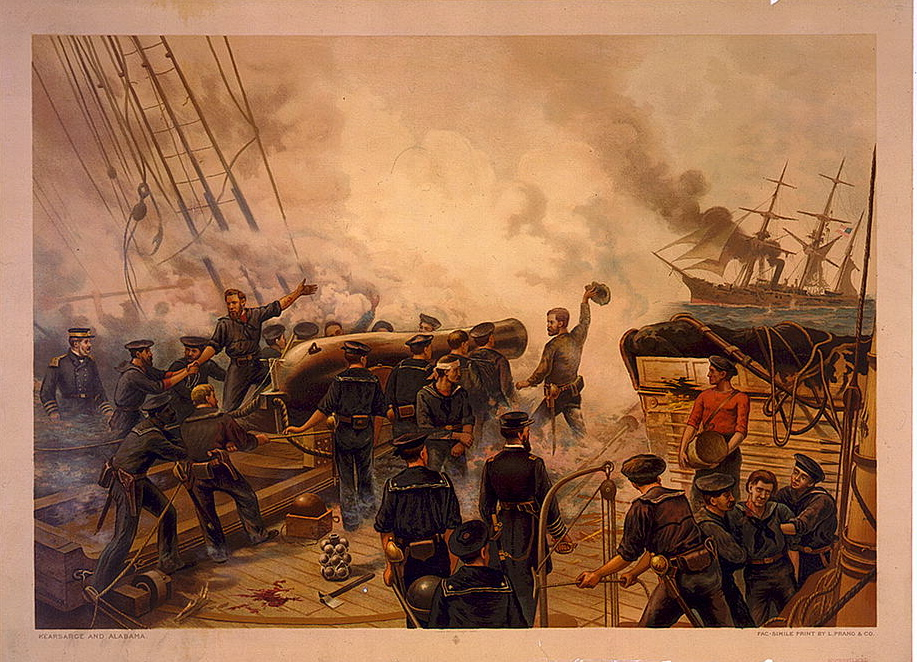
A embarcação USS Kearsarge disparando seus canhões, no século XIX.

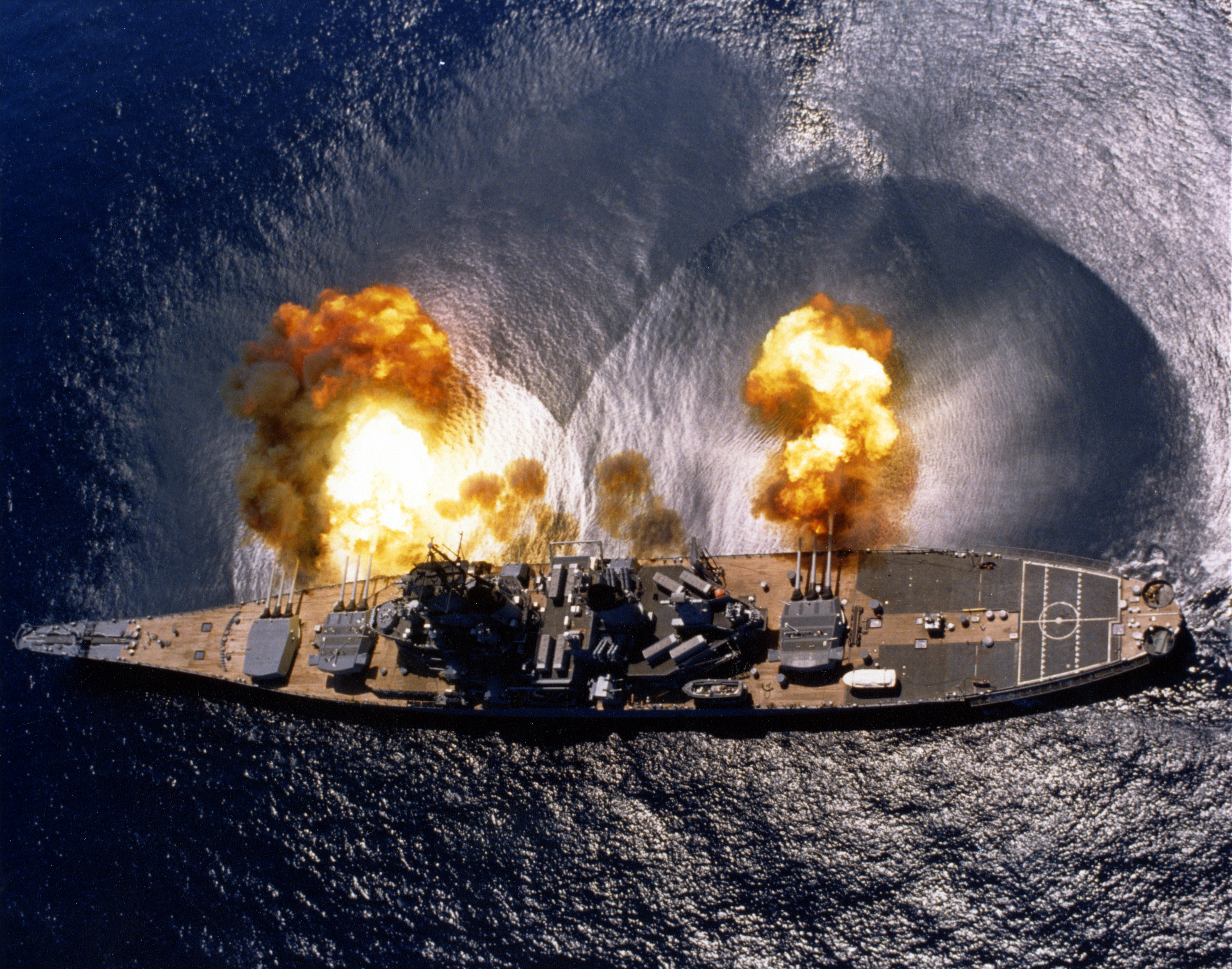
O moderno USS Iowa, disparando seus canhões.

Artilharia naval é a expressão que engloba, genericamente, todas as peças de fogo montadas a bordo de uma embarcação, utilizadas para atacar outras embarcações ou alvos em terra. Também é referida como "artilharia de marinha", "artilharia embarcada" ou "artilharia de bordo".
As primeiras peças de fogo a serem montadas a bordo de embarcações foram peças de caça; ou seja, peças montadas na proa que disparavam para a frente, quando de perseguição de uma embarcação. Existem referências a peças de fogo montadas em galeras no Mediterrâneo utilizadas para facilitar a abordagem.
Com o aumento da potência das peças, veio também o aumento do peso das mesmas, o que levou à passagem da proa para o convés. No início as peças eram somente colocadas no convés superior, mas o seu peso, com o aparecimento de peças cada vez maiores e mais pesadas, provocava problemas de equilíbrio da embarcação. A passagem para os conveses inferiores só foi possível com o aparecimento da portinhola.
Contudo, esta passagem para os conveses inferiores não foi isenta de acidentes, dos quais se destacam o afundamento do Mary Rose ou do Vasa.
Esta passagem implicou também uma alteração fundamental nas táticas do combate naval, bem como ao aparecimento do navio de guerra como o concebemos hoje.
Do ponto de vista táctico, a passagem da artilharia para os costados dos navios levou à adopção da “linha”; as frotas em confronto avançavam em linhas paralelas, bombardeando-se mutuamente. Esta táctica levou ao desenvolvimento de navios construídos de raiz para serem exclusivamente navios de guerra, e que receberam o nome de navios de linha. Esta seria a táctica dominante por mais de duzentos anos, e só seria posta em causa pela primeira vez pelo almirante Horatio Nelson na Batalha de Trafalgar.